# Tufts University

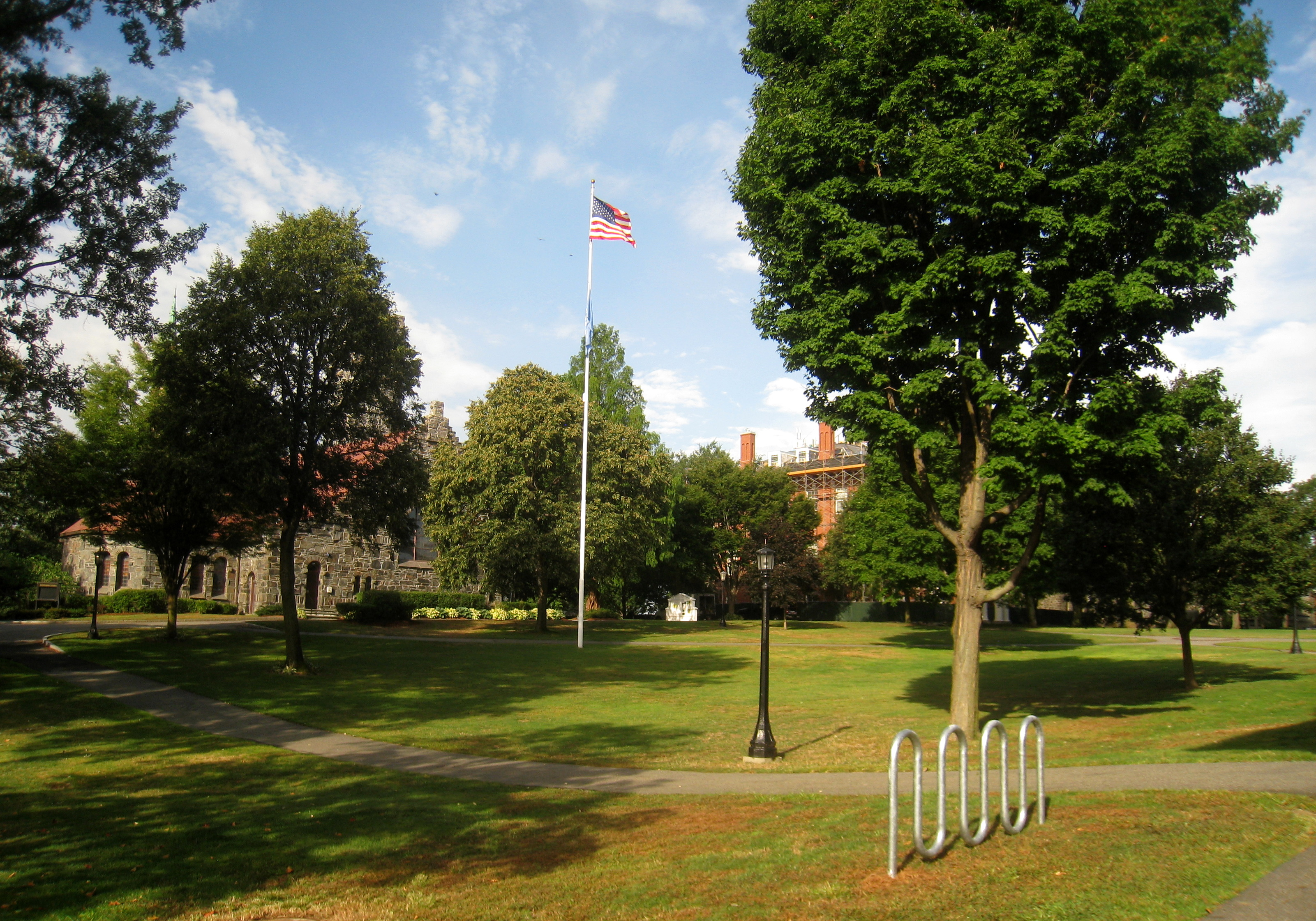
Teilansicht des Campus

Die Tufts University ist eine private Universität in Medford und Somerville, beides Vororte von Boston, die eine starke Liberal-Arts-Ausbildung mit einer forschungsstarken Universitätskultur verbindet. Das College der Universität zählt zu den 20 selektivsten der USA: 2016 nahm es nur 14,3 % der Bewerber an.
Die Institution wurde von Charles Tufts im Jahr 1852 als Tufts College gegründet und 1954 in „Tufts University“ umbenannt. Die Tufts-Universität setzt sich zusammen aus dem Tufts College und verschiedenen Fakultäten an vier Standorten, nämlich in Medford/Somerville, Boston und Grafton in Massachusetts sowie Talloires in Frankreich. Auf dem Hauptcampus auf Walnut Hill an der Grenze von Medford und Somerville befinden sich die School of Arts and Sciences und die School of Engineering, die beide sowohl Bachelor- als auch Master-Abschlüsse vergeben, sowie die Fletcher School of Law and Diplomacy, die älteste Graduate School für Internationale Beziehungen in den USA.
In Boston befinden sich unter anderem die medizinische Fakultät (Tufts School of Medicine) und die zahnärztliche Fakultät (Tufts School of Dental Medicine). In Grafton befindet sich die tiermedizinische Fakultät (Cummings School of Veterinary Medicine). In Talloires besitzt die Universität ein altes Klostergebäude, das für Sommerkurse und Konferenzen genutzt wird.
Die Tufts University wird in verschiedenen Universitätsrankings weit oben aufgeführt. Vom US News and World Report wurde Tufts University auf den 28. Platz der besten Universitäten der USA platziert. Forbes Magazine hat die Tufts University auf Platz 34 der besten US Colleges gesetzt. Im Jahre 2010 haben die Times Higher Education World University Rankings Tufts auf Platz 53 in der Welt gesetzt. Tufts ist zudem die Universität mit den zwölftmeisten Fulbright Scholars (den Platz teilt sie sich mit Harvard und Johns Hopkins). Nach der Universität ist der Tufts-Pass in der Antarktis benannt.

## Geschichte
Die Tufts University wurde 1852 gegründet. Der Namensgeber Charles Tufts vermachte der Unitarischen Kirche das rund acht Hektar große Stück Land mit einem damaligen Wert von 20.000 US-Dollar auf dem Walnut Hill in Massachusetts an der Grenze von Medford und Somerville zur expliziten Gründung einer Universität. Die Tradition besagt, dass, als ein Bekannter Charles Tufts gefragt habe, was er mit dem leeren Stück Land auf Walnut Hill zu tun gedenke, er geantwortet habe: „Ich werde ein Licht auf diesen Hügel bringen“ (“I will put a light on it”). Das 1857 beschlossene Motto der Universität, „Pax et Lux“ („Frieden und Licht“), spiegelt diesen Gedanken wider, und das Licht im Turm der Goddard Kapelle auf Walnut Hill leuchtet heute über die benachbarten Städte.
Im Jahre 1857 machten die ersten drei Tufts-College-Absolventen ihren Abschluss. Die Universität wuchs im späten 19. Jahrhundert schnell mit der Einrichtung neuer Schulabteilungen und Vollendung großer Bauprojekte auf dem Walnut Hill. Einer der großen Spender für die neue Universität war der Zirkusdirektor Phineas Taylor Barnum, nach dem das erste Gebäude für nur akademischen Nutzen auf dem Campus der Universität benannt wurde. Barnum hat die Universität auch ihr Maskottchen, Jumbo den Elefanten, zu verdanken.

## Zahlen zu den Studierenden, den Dozierenden und zum Vermögen
Im Herbst 2021 waren 13.293 Studierende an der Tufts-Universität eingeschrieben, 12.001 in Vollzeit und 1.292 in Teilzeit. Von den 12.219 Studierenden im Herbst 2020 strebten 6.114 (50,0 %) ihren ersten Studienabschluss an, sie waren also undergraduates. Davon waren 54 % weiblich und 46 % männlich. 6.105 (50,0 %) arbeiteten auf einen weiteren Abschluss hin, sie waren graduates. 2021 lehrten 1.506 Dozenten an der Universität, davon 940 in Vollzeit und 566 in Teilzeit.
2017 waren 11.449 Studierende eingeschrieben gewesen, bei 3.426 Universitätsmitarbeitern. 2006 waren es bei rund 3500 Beschäftigten etwa 8500 Studenten aus den Vereinigten Staaten und über 100 anderen Ländern gewesen.
Der Wert des Stiftungsvermögens der Universität lag 2021 bei 2,647 Mrd. US-Dollar und damit 40,1 % höher als im Jahr 2020, in dem es 1,889 Mrd. US-Dollar betragen hatte.